# WRC+
WRC + (también conocido como WRC plus) es la plataforma de streaming de contenido en directo y multimedia bajo demanda oficial del Campeonato Mundial de Rally, proporcionado por los promotores del campeonato, WRC Promoter GmbH,  y distribuido digitalmente en televisores conectados, teléfonos inteligentes, tabletas y en su sitio web. Desde 2019 sus comentaristas en español han sido José Manuel González, Àlex García y Santi Torres.
Está disponible globalmente y ofrece un servicio de streaming mediante una tarifa plana mensual o anual, con cobertura en vivo de cada evento del Campeonato Mundial de Rally, junto con seguimiento GPS en tiempo real, videos desde el interior del vehículo con hasta tres puntos de vista diferentes de cada rally y 2,5 horas de videos destacados bajo demanda en cada evento de rally.  La programación está en inglés. Desde Rally Monte Carlo 2019, toda la programación de los tramos en directo también está disponible en español.
Desde 2014, el servicio OTT de suscripción WRC+ ofrecía un par de etapas en vivo por evento, incluido la Power Stage al final de cada rally. Con la presentación de WRC + ALL Live en 2018, por primera vez en la historia del campeonato, cada etapa especial de cada ronda se mostró en directo, permitiendo a los aficionados seguir el Campeonato Mundial de Rally mucho mejor en 2018. El primer rally que transmitió todas las etapas en vivo fue el Rally Monte Carlo el 25 de enero de 2018.
Los planes de servicio de WRC plus están divididos en dos niveles de precios; el más bajo incluye acceso limitado a la cobertura en vivo y el más alto, permite el acceso a toda la cobertura en vivo producida durante el evento de rally. Ambos están disponibles mensualmente o anualmente.

## Transmisión
| País                                     | A nivel mundial                     |
| Idioma                                   | Inglés / Español / Japonés / Alemán |
| Gratuito / De Pago                       | Pago                                |
| Preview Magazine                         | Sí                                  |
| Resumen diario                           | Sí                                  |
| Resumen Evento                           | Sí                                  |
| Cobertura en directo de la Power Stage   | Sí                                  |
| Cobertura en directo de todos los tramos | Sí                                  |